# Journal of Vertebrate Paleontology
Pour les articles homonymes, voir JVP.
Le Journal of Vertebrate Paleontology (JVP) est une revue scientifique créée en 1980 à l'Université d'Oklahoma par Jiri Zidek (en). Cette revue publie des contributions originales sur la paléontologie des vertébrés, dont les origines des vertébrés, l'évolution, la morphologie fonctionnelle, la taxinomie, la biostratigraphie, la paléoécologie, la paléobiogéographie et la paléoanthropologie.